# Троїцький Іван Віссаріонович
Іва́н Віссаріо́нович Тро́їцький (22 жовтня 1854 — 17 березня 1923) — український лікар-педіатр, професор.

## Життєпис
Родом із Чернігівщини. Син священика. Закінчив медичний факультет Київського університету(1878). За дисертацію «Материалы к учению об эпидемическом перипаротите» (1883) удостоєний ступеня доктора медицини.
У 1886 році затверджений приват-доцентом кафедри дитячих хвороб Київського університету, де працював до 1902 р. Був ординатором Києво-Кирилівських богоугодних закладів (1885–1890). У 1891 р. заснував у Києві благодійне «Товариство надання допомоги хворим дітям».
12 січня 1892 р. в Харківському університеті на медичному факультеті відкрито кафедру дитячих хвороб. Серед перших викладачів кафедри був і професор І. В. Троїцький.  
З 1896 по 1903 рр. керував створенням дитячих санаторіїв в Київській губернії. У 1900 р. очолив «Київське товариство дитячих лікарів», організував кабінет безкоштовної видачі знезараженого коров'ячого молока «Крапля молока» в Києві та Харкові.
З 1920 р. — завідувач кафедри педіатрії Катеринославського медичного інституту.

## Науковий доробок
Праці Троїцького присвячені проблемам теоретичної і практичної педіатрії, фармакології, дитячої та шкільної гігієни і фізичної культури, історії медицини тощо. Найвідоміші з них:
- «Курс лекцій про хвороби дитячого віку» (1887, 1888-89), перший посібник з педіатрії на території сучасної України,
- «Вчення про дитячі хвороби» (1908),
- «Гігієна дитячого віку» (1912) та ін.

Засновник товариств дитячих лікарів у Києві (1900) й у Харкові (1906), а також першого у Києві зразкового народного дитячого садка та Спілки боротьби з дитячою смертністю у Харкові (1906); один з організаторів першого міжнародного конгресу педіатрів у Парижі (1912).